# Kiirunavaara
Der Kiirunavaara („Berg des Schneehuhns“, auch Kirunavaara) ist einer der beiden Erzberge und Namensgeber der nordschwedischen Stadt Kiruna.
Der Berg ist 749 Meter hoch. An und in ihm wird hochwertiges Eisenerz mit hohem Magnetit-Anteil im Eisenerzbergwerk Kiruna abgebaut. Die Lagerstätte hat einen Eisengehalt von 60 bis 70 Prozent, zurzeit in 1365 Metern Teufe. 
Der andere Erzberg der Eisenlagerstätte Kiruna ist der benachbarte Luossavaara, dessen Abbau jedoch 1985 endete. In beiden Bergen liegt das Apatit-Eisenerz zwischen Schichten von Syenit-Porphyr und Quarzporphyr und hat einen Eisengehalt von ca. 60 Prozent.